# Tósokberénd
Tósokberénd 1959 óta Ajka városrésze, azelőtt a Devecseri járás egyik községe volt. 1950-ben hozzácsatolták a tőle nyugatra lévő, de vele összeépült Tósokot.

## Történelme
A 13. században már említésre került, mint a Lőrinte nemzetség (később: Essegvári) birtoka.. Ezután mintegy két évszázadon át a Tihanyi apátság birtoka volt. Közben temploma épült, és vízimalma a Tornán. A XV. század végétől már a Zirci apátság birtoka volt. Utána egy időben a veszprémi püspökség hajtotta be az itteni adókat, nem sokkal később viszont már Choron János, Devecser ura, aztán pedig a Podmaniczky család. 1553-ban a település elpusztult, területét Thury György kapta meg, aki letelepített itt néhány lakost. A XVI-XVII. század fordulója tájékán, 1589 és 1618 közt újra néptelen volt, majd a következő időszakban lassan kezdett újra benépesülni, részben már protestáns vallású lakosokkal. 1660-ban a falu ismét a zirci apátoké volt. 1696-ra ellenben újra pusztasággá vált, olyannyira, hogy az akkori térképek sem jelölik.
1717-ben Bajorországból és Sziléziából németeket telepítettek a területre. 1736-ban Szent Rókus-kápolna épült a híveknek. de az hamar kicsinek bizonyult, ezért 1756 és 1758 közt új templom létesült. A falu ma is látható temploma 1807-re épült meg, Zsolnay Dávid püspök szentelte fel Szent István tiszteletére. A XIX. században több csapás is érte a falut: kolera-, pestisjárványok. Hivatalos neve 1864-től lett Tósokberénd. 1940-ben megindult a vasúttól délre a Tósokberéndi Alumíniumkohó (a mai Ajkai Timföldgyár) építése, mely 1949-ben vasúti megállót is kapott. 1950-ben a községhez csatolták Tósokot, majd 1959-ben az egész település Ajka városrésze lett.

## Földrajza
A városközponttól nyugatra fekszik, mára vele is összeépült. A falutól délre folyik a Torna-patak. Ugyancsak délre húzódik a Székesfehérvár–Szombathely-vasútvonal, de a falunak nem építettek megállót. (Létesült ugyan Tósokberénd megállóhely, de az ténylegesen Tósokon állt. Az Ajkai vörösiszap-katasztrófa során megsérült tározó építésekor azonban az is megszűnt nyomvonal-korrekció miatt. A tározót ugyanis a régi vasútvonal helyére építették).

## Látnivalók
- plébániatemplom. A kertjében II. János Pál pápa mellszobra áll.

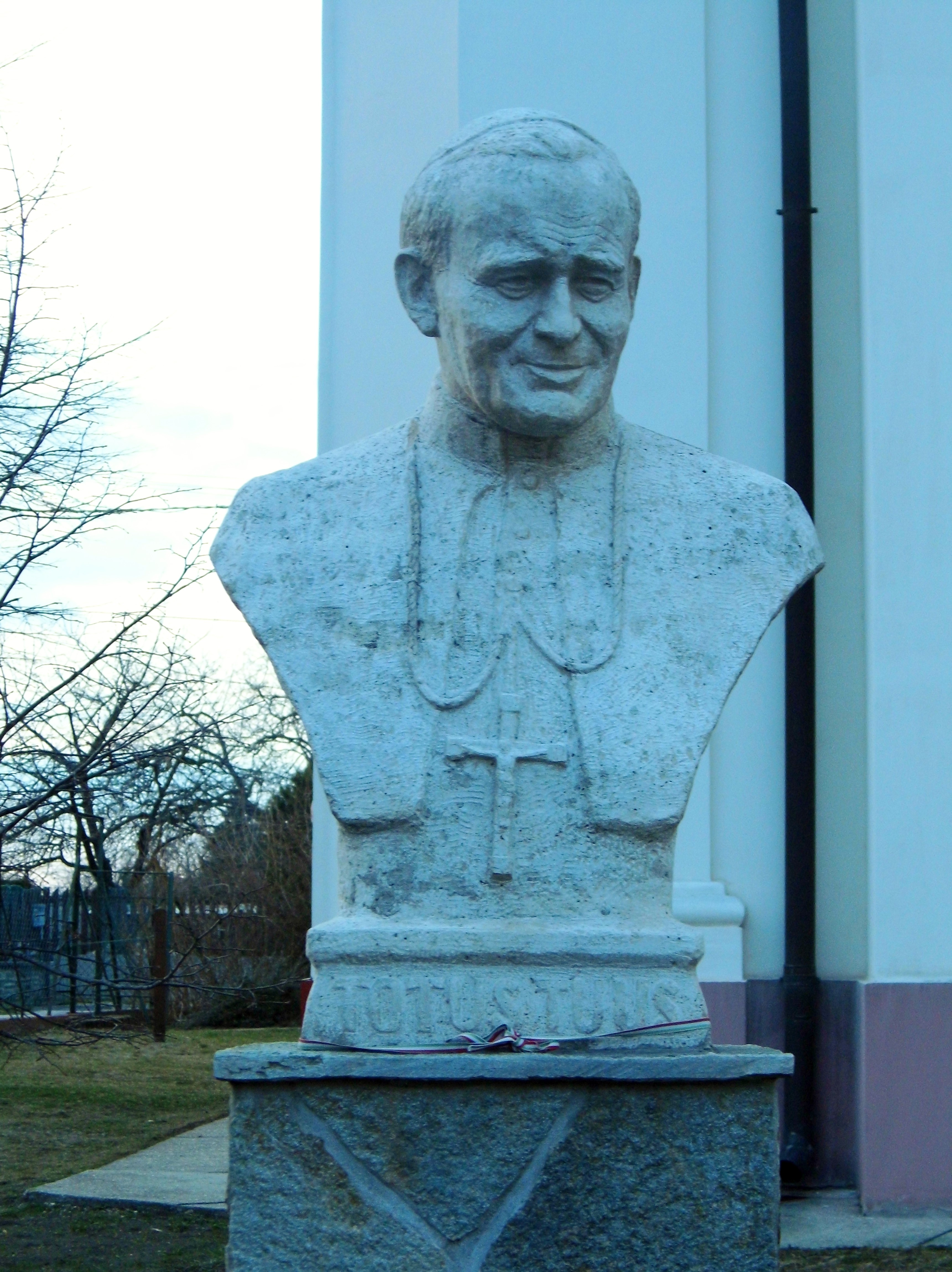
II. János Pál pápa mellszobra
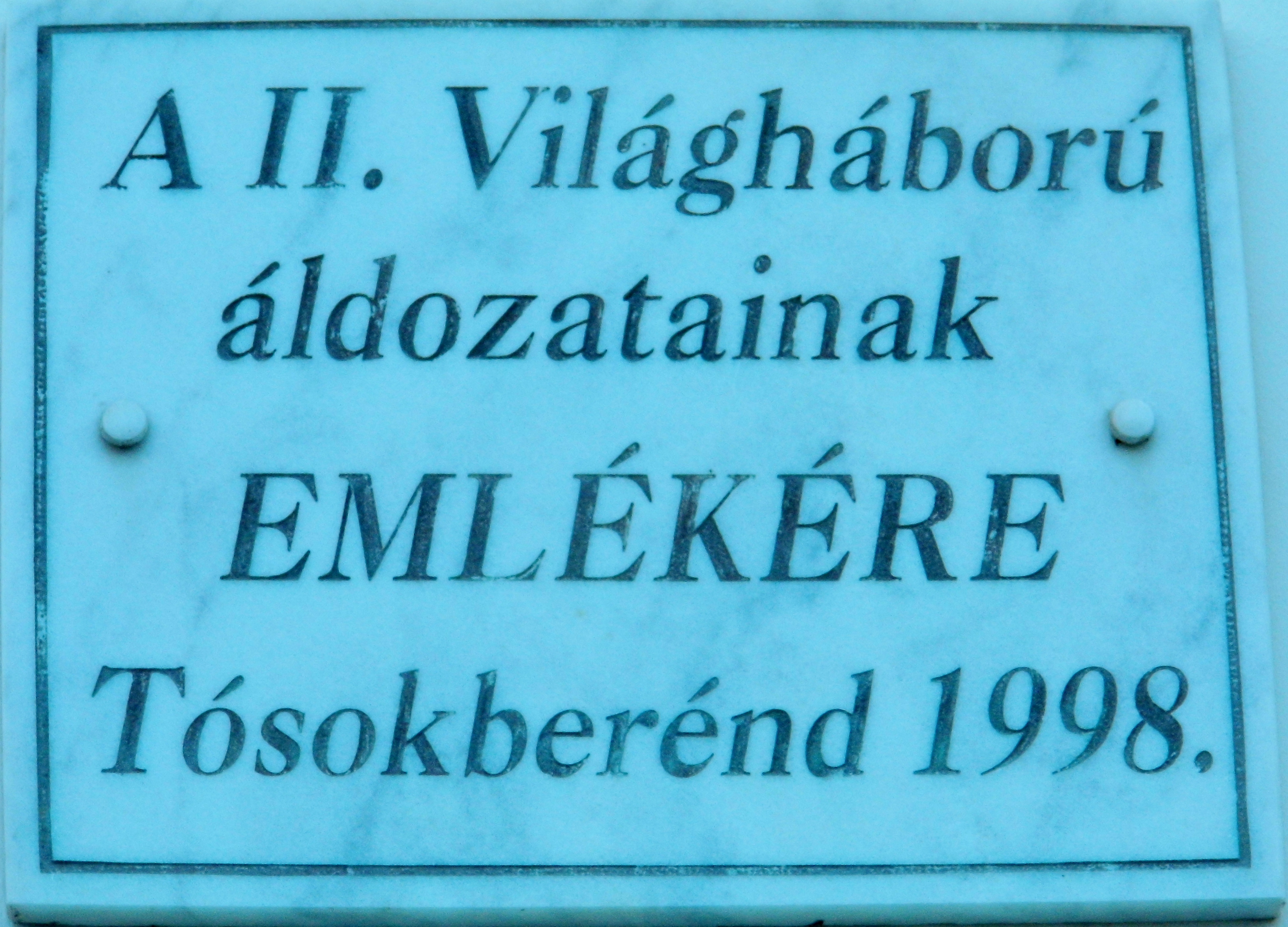
II. világháborús emlékmű a templomon
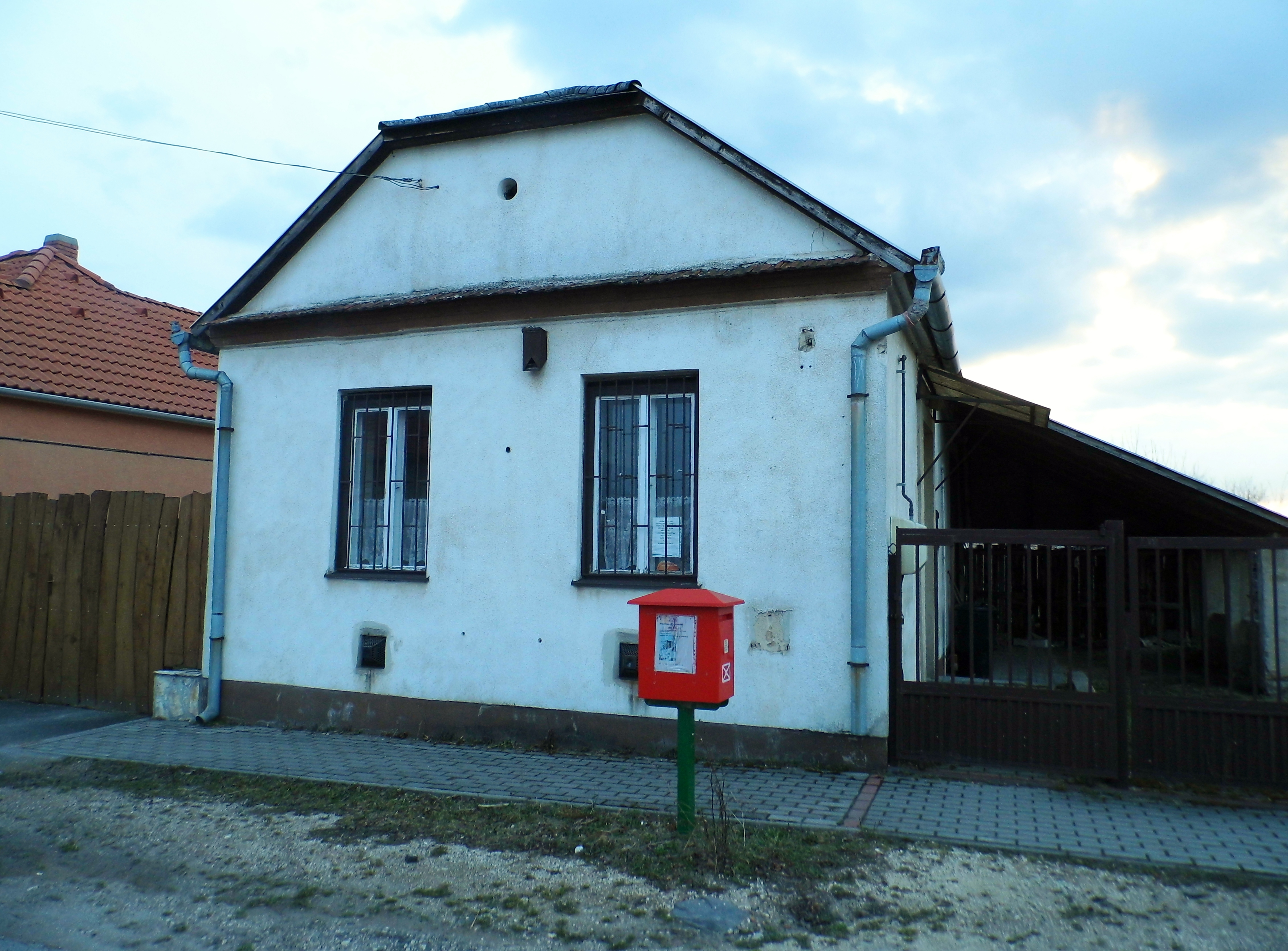
A posta. 2014-ben zárt be a tiltakozás[3] ellenére is. Ez az épület Tósokon áll[4])

## Nevezetes tósokberéndiek
- Gebaur Izor plébános
- Villax Ferdinánd plébános